# Троицкий (Марий Эл)
 Троицкий  — выселок в Килемарском районе Республики Марий Эл. Входит в состав Ардинского сельского поселения.

## География
Находится в западной части республики Марий Эл на левом берегу Волги на расстоянии приблизительно 42 км по прямой на юг-юго-запад от районного центра посёлка Килемары.

## История
Основан в 1926 крестьянами деревни Шапкила (Осиново) году в связи с передачей земель Ардинского монастыря. В 1926 голу здесь числилось 9 хозяйств. В советское время работали колхозы «Красное знамя», «Большевик», им. Калинина, совхоз «Ардинский», с 1996 года колхоз «Озерки».

## Население
Население составляло 23 человека (мари 96 %) в 2002 году, 33 в 2010.